# 2A38雙管高射炮
2A38 30毫米雙管高射機炮（俄語：30-мм пушка 2А38，為俄罗斯国防部火箭炮兵装备总局代號）是一具由前苏联／俄罗斯KBP儀器設計廠所研製、旗下的聯合股份子公司圖拉兵工廠（Тульский машиностроительный завод им. Рябикова）所生產的雙管高射機炮，發射30×165毫米撞擊底火型機炮炮彈。

## 概述
2A38 30毫米雙管機炮（以及後來的2A38M）主要用於防空車輛，例如9K22“通古斯卡”和鎧甲-S1自行式彈炮合一防空系統。
它與同樣是由KBP儀器設計廠设计的2A42及2A72並不相關，而是使用很像GSh-30-2系列的嘉仕達原理式機炮。它的重量為195公斤（429.9磅），每門機炮的射速為1,950—2,500發／分鐘（可以想像，9K22“通古斯卡”與鎧甲-S1那樣左右兩門以後的總射速高達3,900—5,000發／分鐘），炮口速度為960米／秒（3,149.61英尺／秒）。根據所確定的目標類型，2A38的射速可選擇83發點射或250發點射，其打擊範圍在200—4,000公尺之間、而打擊高度約為3,000公尺。
配備700發各種各樣的彈藥—高爆曳光彈（HE-T）和高爆燃烧弹（HEI）使用並於裝有彈鼻A-670M計時及觸發引信，引信當中包括起爆延遲及自毀機構。其他彈藥還有高爆破片彈、破片曳光彈和穿甲曳光彈。彈藥種類型可以由砲手根據目標的性質選擇。高度不同會使效能來源不同（一個估計值為+85—-9°，而另一個估計值為+87—-10°），即使這個俯仰角度範圍已經可讓武器系統打擊地面以及空中目標。
9K22“通古斯卡”和鎧甲-S1以上分別採用以9M311「三角形」／57E6導彈，並與2A38組成彈炮合一組合，藉以具有兼顧極低高度的打擊能力（這個系統可以機炮打擊低至0公尺地面以上的目標）。可以使用雷達和光學兩種主要操作模式發射機炮炮彈。在雷達模式以下，會完全自動地追蹤目標，機炮使用來自雷達的數據進行瞄準。在光學模式以下，砲手需要通過1A29穩定瞄準具手動追踪目標，而雷達提供距離數據。根據報告，2K22以上的2A38的擊殺概率為0.8；2A38的打擊高度為0—2,000公尺，而相對的，9M311「三角形」導彈則是10—3,500公尺。
履帶式的9K22以上的2A38能夠在移動途中進行射擊，相對地導彈必須停止行進才能發射，可對付的目標最大速度可高達500米／秒，反應時間為6—8秒。每台2S6多用途綜合載具底盤以上都具有可用於獨立戰鬥時所需要的所有設備。而輪式的鎧甲-S1必須頂起來，以保持機炮（以至整台機器）處於水平位置，並可完全準確地開炮。卡瑪茲-6560綜合戰鬥車以上裝有四台油式液壓千斤頂用於這用途上。

## 使用國

### 現在的使用國
- 白俄羅斯
- 印度
- 伊朗
- 摩洛哥
- 阿曼
- 俄羅斯
- 叙利亚
- 乌克兰
- 阿联酋

### 過去的使用國
- 苏联

## 圖集

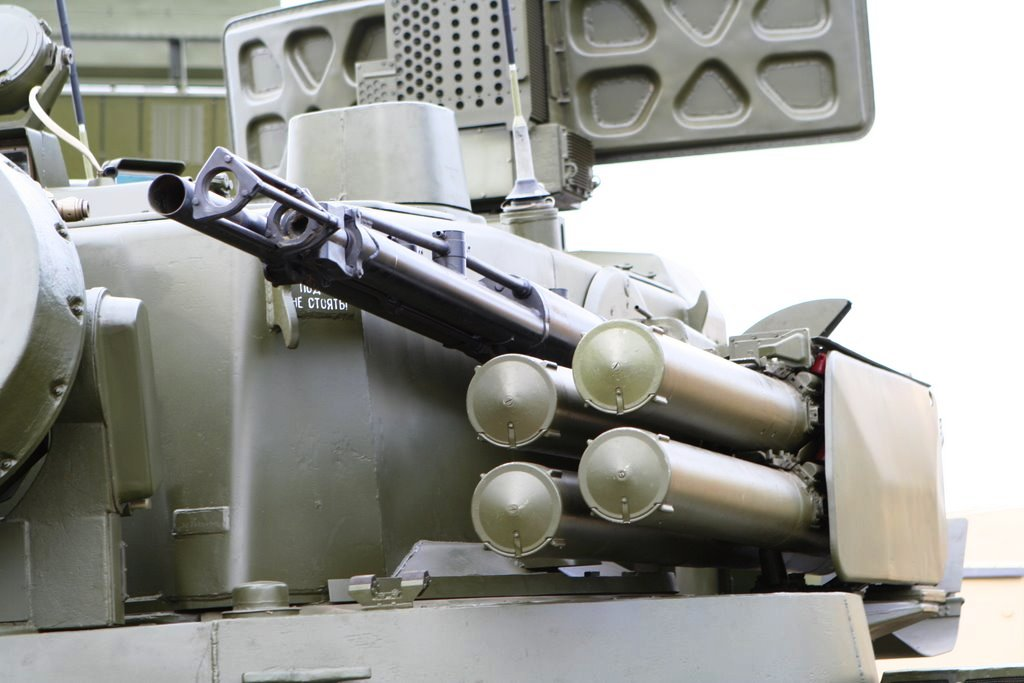
2K22“通古斯卡”以上的2A38雙管高射機炮和導彈發射管
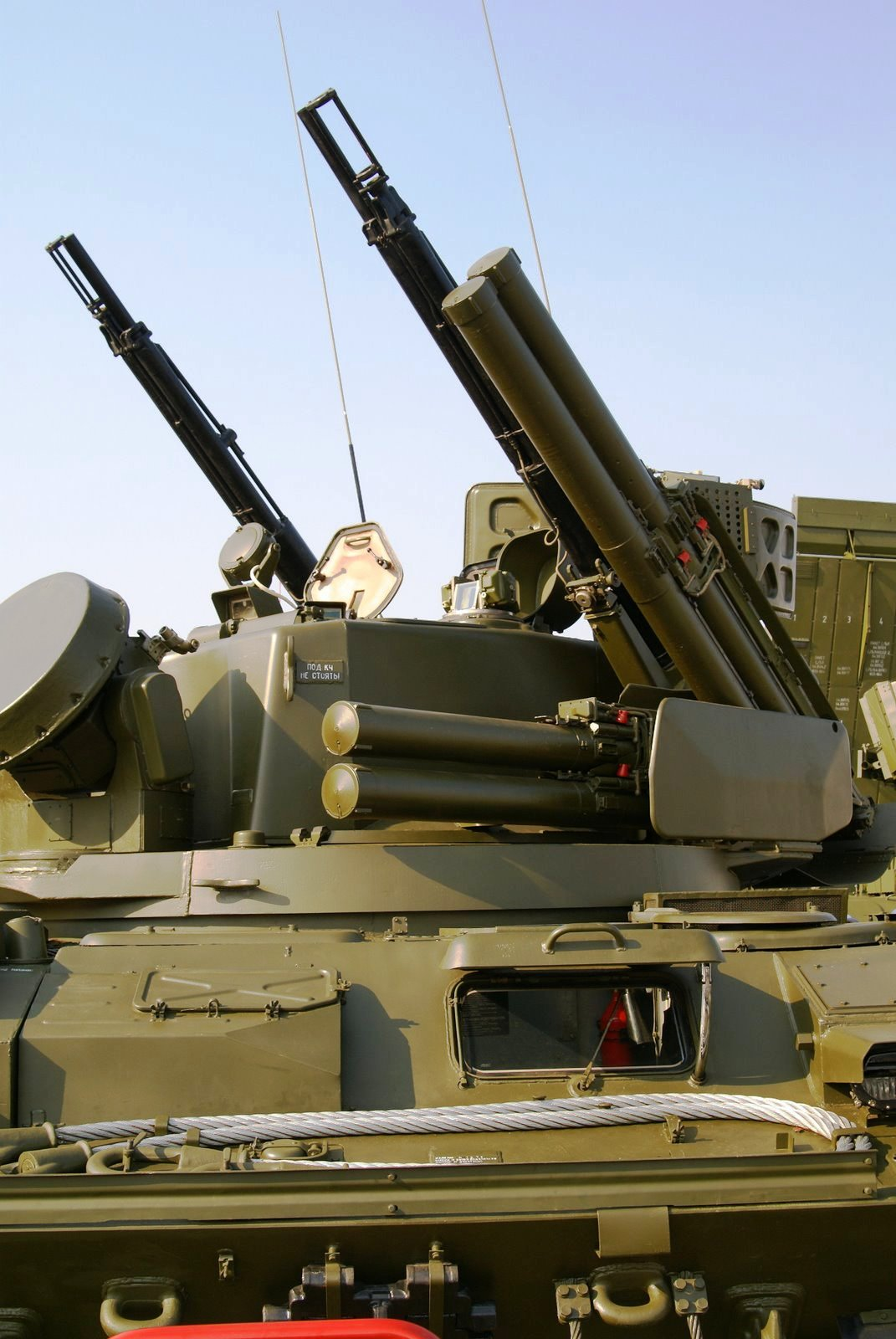
2K22M1“通古斯卡-M1”以上的兩門2A38雙管高射機炮
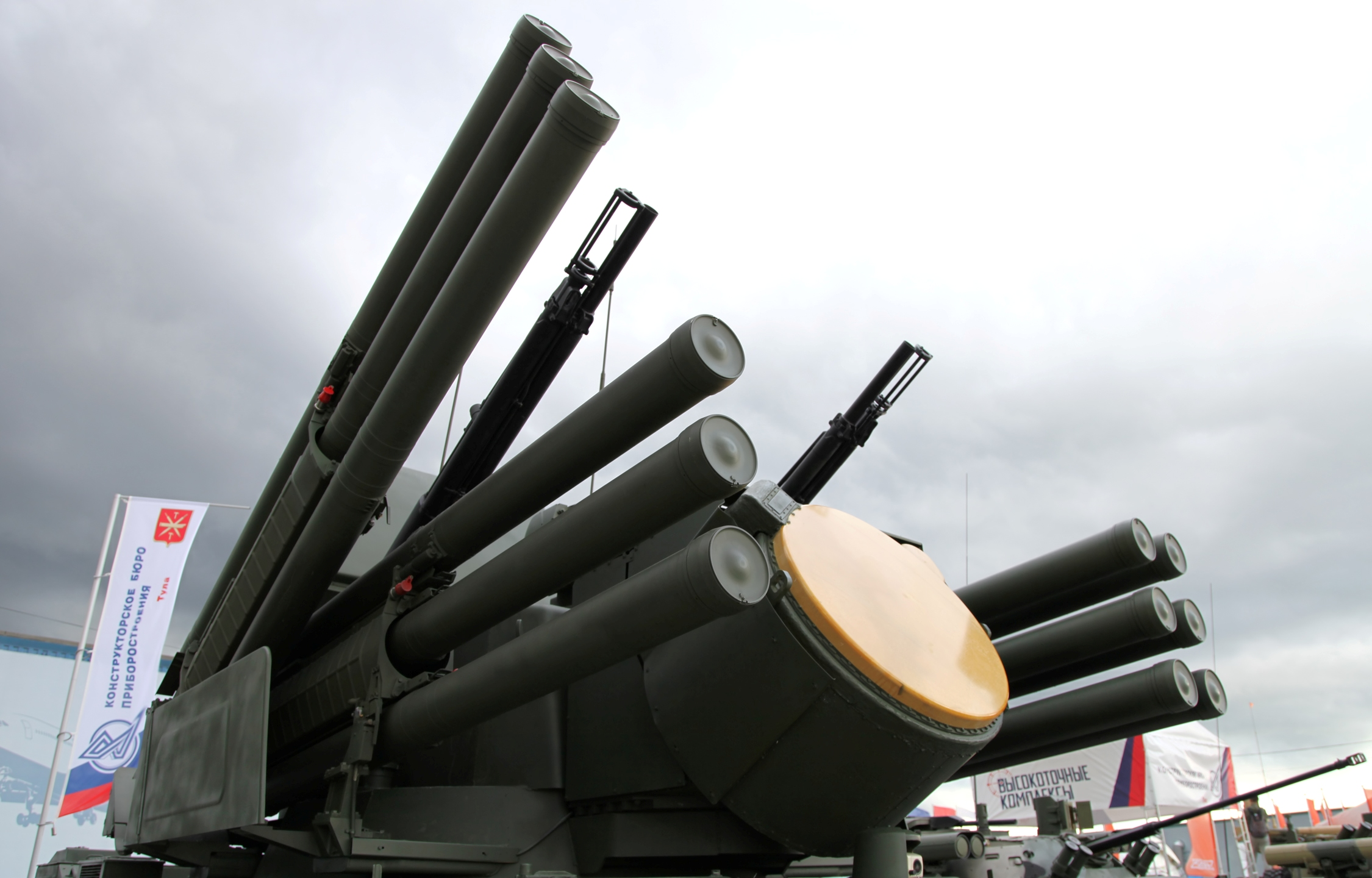
铠甲-S1以上的兩門2A38雙管高射機炮和導彈發射管，側面
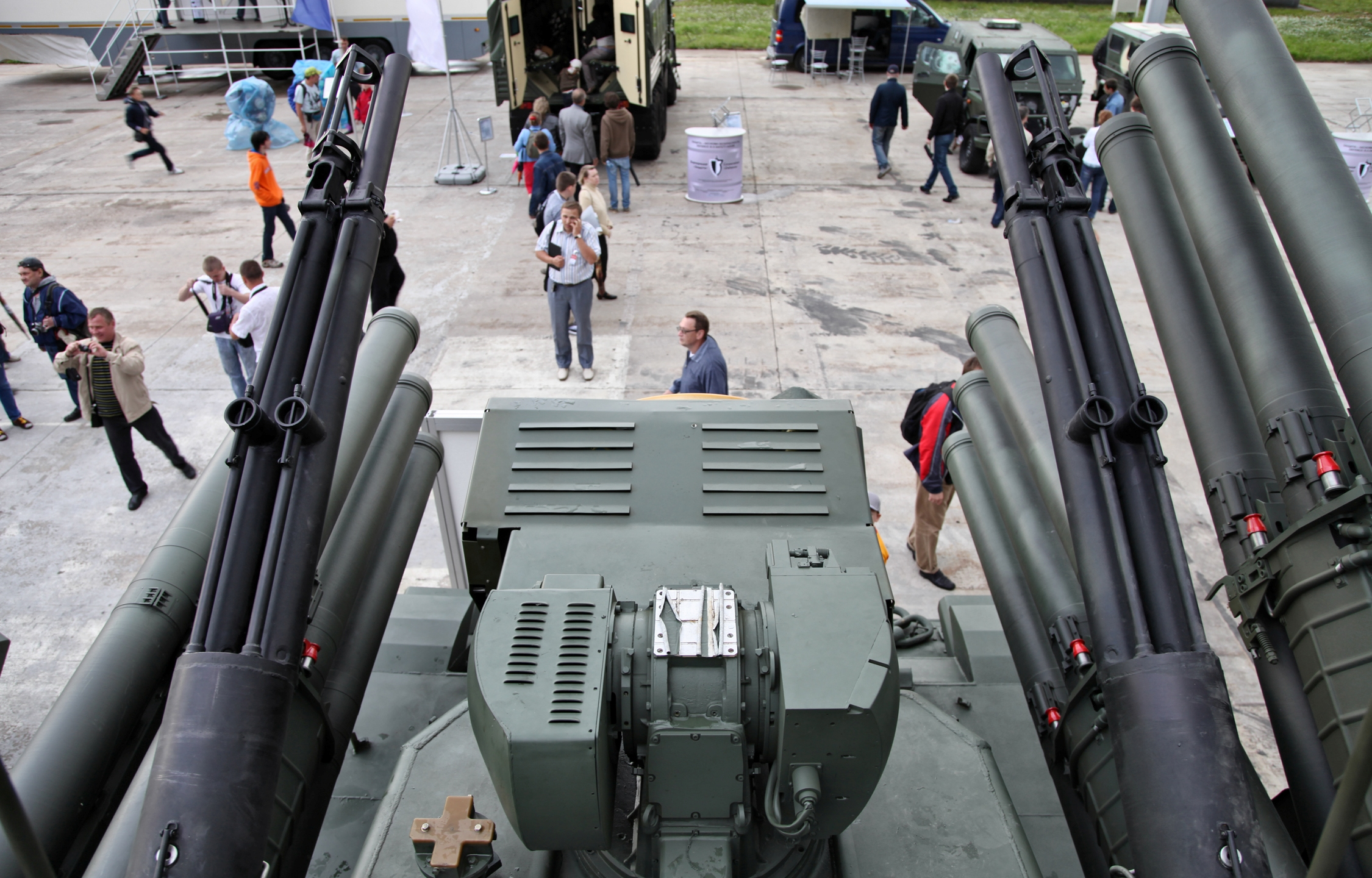
同上，頂部
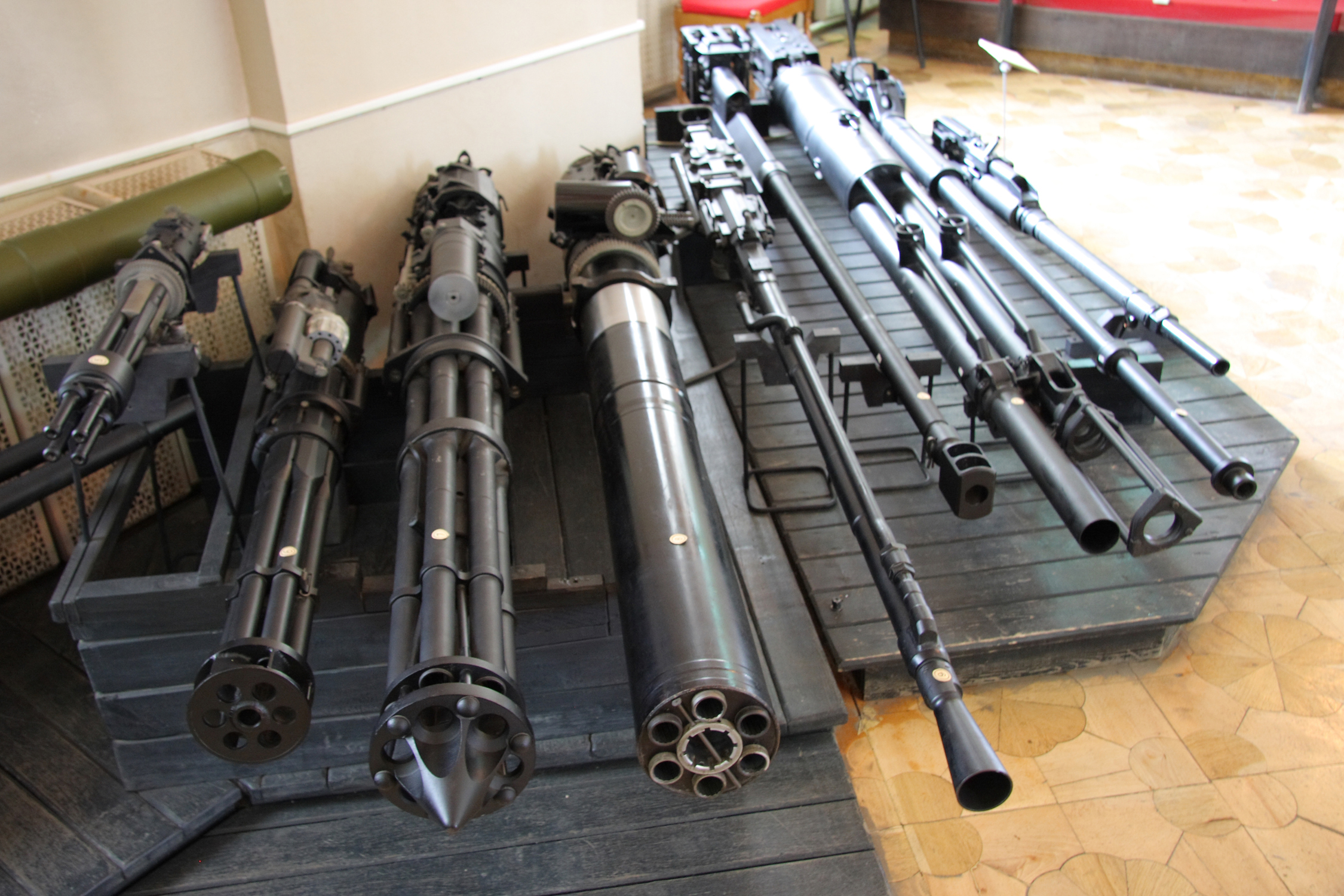
從右邊第三枝是2A38雙管高射機炮

## 資料來源
1. ↑  . KBP Instrument Design Bureau.   [2008-08-09]. （原始内容存档于2008-04-29）.
2. ↑  . Moscow: Military Parade Ltd. 2001  [2018-04-10]. （原始内容存档于2010-11-17）.
3. ↑  . GlobalSecurity.org.   [2008-08-09]. （原始内容存档于2008-07-26）.
4. ↑  . structure.mil.ru.   [2015-06-13]. （原始内容存档于2015-04-01）.
5. ↑  . New-Factoria.ru. Балтийского Государственного Технического Университета "ВОЕНМЕХ". 2000  [2008-08-09]. （原始内容存档于2008-10-11） （俄语）.
6. ↑  .   [2014-11-14]. （原始内容存档于2014-11-09）.

## 外部連結
- （英文）—KBP Instrument Design Bureau.ru/en—2A38M（页面存档备份，存于）
- （英文）—Production Association "Tulamashzavod"－30-mm ANTIAIRCRAFT AUTOMATIC GUN 2A38M